# 哈弗斯特勞 (紐約州村)
哈弗斯特勞（英語：Haverstraw）是位於美國紐約州羅克蘭縣的村。

## 人口
根據2020年美國人口普查的數據，哈弗斯特勞的面積為13.06平方千米，當中陸地面積為5.14平方千米，而水域面積為7.12平方千米。當地共有人口12323人，而人口密度為每平方千米944人。